# Tsubasa Yokotake
Tsubasa Yokotake (横竹 翔 Yokotake Tsubasa?, nacido el 30 de agosto de 1989 en Hiroshima) es un futbolista japonés que se desempeña como centrocampista.

## Trayectoria

### Clubes
| Club                | País  | Año         |
| ------------------- | ----- | ----------- |
| Sanfrecce Hiroshima | Japón | 2008 - 2012 |
| Gainare Tottori     | Japón | 2013 - 2014 |
| Kochi United SC     | Japón | 2015 -      |

## Estadística de carrera

### J. League
| Club                | Año   | J. League | J. League | Copa J. League | Copa J. League | Total | Total |
| Club                | Año   | Part.     | Goles     | Part.          | Goles          | Part. | Goles |
| ------------------- | ----- | --------- | --------- | -------------- | -------------- | ----- | ----- |
| Sanfrecce Hiroshima | 2008  | 0         | 0         | -              | -              | 0     | 0     |
| Sanfrecce Hiroshima | 2009  | 16        | 0         | 4              | 1              | 20    | 1     |
| Sanfrecce Hiroshima | 2010  | 27        | 0         | 4              | 0              | 31    | 0     |
| Sanfrecce Hiroshima | 2011  | 12        | 0         | 2              | 0              | 14    | 0     |
| Sanfrecce Hiroshima | 2012  | 0         | 0         | 2              | 0              | 2     | 0     |
| Gainare Tottori     | 2013  | 32        | 1         | -              | -              | 32    | 1     |
| Gainare Tottori     | 2014  | 10        | 0         | -              | -              | 10    | 0     |
| Total               | Total | 97        | 1         | 12             | 1              | 109   | 2     |

## Palmarés

### Títulos nacionales
| Título    | Club                | País  | Año  |
| --------- | ------------------- | ----- | ---- |
| J2 League | Sanfrecce Hiroshima | Japón | 2008 |
| J1 League | Sanfrecce Hiroshima | Japón | 2012 |